# Gerald Nye
 (février 2021).
La mise en forme du texte ne suit pas les recommandations de Wikipédia : il faut le « wikifier ».
Les points d'amélioration suivants sont les cas les plus fréquents. Le détail des points à revoir est peut-être précisé sur la page de discussion.
- Les titres sont pré-formatés par le logiciel. Ils ne sont ni en capitales, ni en gras.
- Le texte ne doit pas être écrit en capitales (les noms de famille non plus), ni en gras, ni en italique, ni en « petit »…
- Le gras n'est utilisé que pour surligner le titre de l'article dans l'introduction, une seule fois.
- L'italique est rarement utilisé : mots en langue étrangère, titres d'œuvres, noms de bateaux, etc.
- Les citations ne sont pas en italique mais en corps de texte normal. Elles sont entourées par des guillemets français : « et ».
- Les listes à puces sont à éviter, des paragraphes rédigés étant largement préférés. Les tableaux sont à réserver à la présentation de données structurées (résultats, etc.).
- Les appels de note de bas de page (petits chiffres en exposant, introduits par l'outil «  Source ») sont à placer entre la fin de phrase et le point final[comme ça].
- Les liens internes (vers d'autres articles de Wikipédia) sont à choisir avec parcimonie. Créez des liens vers des articles approfondissant le sujet. Les termes génériques sans rapport avec le sujet sont à éviter, ainsi que les répétitions de liens vers un même terme.
- Les liens externes sont à placer uniquement dans une section « Liens externes », à la fin de l'article. Ces liens sont à choisir avec parcimonie suivant les règles définies. Si un lien sert de source à l'article, son insertion dans le texte est à faire par les notes de bas de page.
- La présentation des références doit suivre les conventions bibliographiques. Il est recommandé d'utiliser les modèles {{Ouvrage}}, {{Chapitre}}, {{Article}}, {{Lien web}} et/ou {{Bibliographie}}. Le mode d'édition visuel peut mettre en forme automatiquement les références.
- Insérer une infobox (cadre d'informations à droite) n'est pas obligatoire pour parachever la mise en page.

Pour une aide détaillée, merci de consulter Aide:Wikification.
Si vous pensez que ces points ont été résolus, vous pouvez retirer ce bandeau et améliorer la mise en forme d'un autre article.
 (février 2021).
Si vous disposez d'ouvrages ou d'articles de référence ou si vous connaissez des sites web de qualité traitant du thème abordé ici, merci de compléter l'article en donnant les références utiles à sa vérifiabilité et en les liant à la section « Notes et références ».
Pour les articles homonymes, voir Nye.
Gerald Prentice Nye, né le 19 décembre 1892 à Hortonville (Wisconsin) et mort le 17 juillet 1971 au Maryland, est une journaliste et homme politique américain.
D'abord journaliste favorable aux agrariens, Gerald Nye s'engage en politique. Il représente le Dakota du Nord au Sénat des États-Unis de 1925 à 1945, sous les couleurs du Parti républicain. Il est notamment partisan de l'isolationnisme américain lors de la Seconde Guerre mondiale. 
Il est connu pour avoir présidé la commission Nye (en anglais : Nye Committee), qui a étudié l'implication des lobbys industriels et financiers dans l'entrée en guerre des États-Unis dans la Première Guerre mondiale. La commission est l'une des principales causes de la non-intervention américaine dans les désordres internationaux des années 1930.

## Biographie

### Débuts dans le journalisme
Ses deux grands-pères avaient servi dans la guerre civile: Wisconsin Volunteer Cavalry Regiment et  Wisconsin Volunteer Infantry Regiment. Son père est devenu propriétaire et rédacteur en chef d'un journal local. C'était un partisan affirmé du progressiste Robert M. La Follette, et Nye  assista enfant à des meetings du sénateur La Follette et le rencontra, bien avant de devenir son collègue au Sénat. Son oncle, Wallace G. Nye, a été maire de Minneapolis.
Il apprend le métier de journaliste, imprimeur et éditeur au contact de son père. En 1911, après ses études secondaires, Nye devient rédacteur en chef de la revue Hortonville. Trois ans plus tard, il est l'éditeur du Creston Daily Plain Dealer dans l'Iowa. En mai 1916, il achète un hebdomadaire à Fryburg, dans le Dakota du Nord, The Fryburg Pioneer. En 1919, ils déménage à Cooperstown, dans le Dakota du Nord, où Gerald est rédacteur en chef et éditeur du Sentinel Courier. Nye était un partisan du mouvement de réforme agraire. Ses éditoriaux fustigeaient les magnats et leurs connivences politiques. Il prit le parti des agriculteurs en difficulté.

### Au sénat fédéral
En 1924, il échoua en tant que candidat républicain progressiste à l'élection à la Chambre des représentants des États-Unis. À la mort du sénateur Edwin F. Ladd, le 22 juin 1925, le gouverneur du Dakota du Nord Arthur G. Sorlie le nomma en remplacement, ce qui provoqua une controverse avec les républicains conservateurs qui craignaient d'affaiblir leur représentation au caucus avec un Nye trop progressiste. Il siège donc au Sénat en janvier 1926 et jeune modeste et contesté, il doit s'imposer mais devient finalement populaire. Le Dakota du Nord l'a élu à trois mandats complets en 1926, 1932 et 1938.
Il a siégé à la Commission des relations extérieures, à celle des finances, à celle de la défense et à la commission des terres publiques. En tant que président de cette  dernière commission, il s'est occupé de l'enquête sur le Scandale du Teapot Dome et de la formation du parc national de Grand Teton. Il a joué un rôle déterminant dans l'adoption de lois visant à protéger l'accès du public aux côtes.
Il a initialement soutenu le président démocrate Franklin D. Roosevelt et son New Deal, mais leur relation s'est détériorée avant la fin de la décennie. Nye a été l'un des quatre sénateurs à avoir voté contre la nomination de William O. Douglas à la Cour suprême. Il a soutenu les positions politiques de Robert M. La Follette et la législation sur le soutien des prix agricoles.

### La Commission Nye
Entre 1934 et 1936, Nye a dirigé une enquête sur l'industrie des armements. Le Comité spécial d'enquête sur l'industrie des munitions a enquêté sur les profits dans le secteur des munitions et des banques et sur l'hypothèse que la cupidité ait été un facteur important pour entraîner les États-Unis dans la Première Guerre mondiale. Le Comité Nye, comme on l'appelait communément, a attiré l'attention nationale et internationale. La nomination de Nye à la présidence de ce comité est venue du sénateur George Norris. Selon la militante pour la paix Dorothy Detzer, Norris a déclaré: "Nye est jeune, il a une énergie inépuisable et il a du courage. Ces atouts sont tous très importants. Il peut parfois être téméraire dans ses jugements, mais c'est la témérité de l'enthousiasme." Le sénateur Norris a proposé Nye comme "... le seul des 96 qu'il jugeait avoir la compétence, l'indépendance et la stature pour la tâche.". Bien que le comité ait trouvé peu de preuves solides d'un complot actif parmi les fabricants d'armements, son rapport n'a pas dissipé cette notion.
Un membre éminent du personnel du Comité Nye était Alger Hiss. Selon le site Web du Sénat américain, l'enquête a pris fin brutalement au début de 1936. Le Sénat a interrompu le financement du comité après que le président Nye ait mis en cause le président démocrate Woodrow Wilson. Nye a suggéré que Wilson avait caché des informations essentielles au Congrès [pour préserver sa capacité à déclarer la guerre.] Les dirigeants démocrates, y compris le président du Comité des crédits, Carter Glass de Virginie, ont déclenché une réaction furieuse contre Nye pour avoir sali le sépulcre de Woodrow Wilson.

### Isolationnisme intransigeant
Nye a joué un rôle déterminant dans l'élaboration et l'adoption des lois de neutralité qui ont été adoptées entre 1935 et 1937. Selon lui, l'implication américaine dans la «guerre pour la démocratie» pourrait s'expliquer par une conspiration de fabricants d'armes, de politiciens et de banquiers internationaux. Comme de nombreux isolationnistes conservateurs, Nye a souscrit à une croyance antisémite en un complot juif poussant les États-Unis à la guerre. Lors d'une audience du sous-comité du Sénat de 1941 enquêtant sur les films hollywoodiens "bellicistes", Nye déclara que les "responsables des images de propagande sont nés à l'étranger". Il a accusé Hollywood d'avoir tenté de «droguer la raison du peuple américain» et de «réveiller la fièvre de la guerre». Il était particulièrement hostile à Warner Brothers.
Pour Nye, "entrer dans cette guerre n'était pas inévitable pour l'Amérique. Entrer dans cet engagement sans retour de la guerre en Europe est aussi inévitable que nous, le peuple américain, nous le permettrons. Rester en dehors de cette guerre est possible si et seulement si le peuple continue et multiplie ses demandes énergiques au gouvernement de Washington pour qu'il tienne sa promesse au peuple de garder notre pays hors de ce gâchis qui semble destiné à détruire toutes les civilisations qui y prêtent la main.
Il voulait forcer la main au gouvernement fédéral, en faisant pression sur lui par l'intermédiaire de l'opinion, gagnée au pacifisme et à l'isolationnisme... [Cette opinion publique a] "provoqué des changements magnifiques, des changements malgré les journaux, des discussions au coin du feu, des discours du cabinet et une véritable blitzkrieg de propagande pour nous conduire à la guerre ... malgré ce que nous voyons et entendons chaque jour, la chance de rester à l'écart a été multiplié à un degré qui fait que beaucoup d'entre nous pensent que c'est mieux qu'une chance de 50-50".
Le jour du bombardement japonais de Pearl Harbor le 7 décembre 1941, Nye assistait encore à une réunion d'America First à Pittsburgh. Le lendemain, Nye a rejoint le reste du Sénat en votant pour la déclaration de guerre unanime (à l'exception d'une voix).
En avril 1943, dans un rapport confidentiel sur la commission sénatoriale des relations extérieures,  et destiné au ministère britannique des Affaires étrangères, Isaïah Berlin déclarait que :

« Nye est un isolationniste, anglophobe notoire et boutefeu (fire-eating). Son principal titre de gloire repose sur son comité qui a enquêté sur l'industrie de l'armement américaine quelques années avant la guerre, et une bonne partie du sentiment anti-britannique populaire découle de la publicité qui a été accordée à ce comité. Il est membre du Farm Bloc et exerce une certaine influence au sein du caucus sénatorial républicain. Il a des relations fascistes, et travaille en étroite collaboration avec Wheeler et Reynolds à l'intérieur et à l'extérieur du Sénat. Sa bête noire est [Wendell] Willkie, qu'il déteste encore plus que l'Empire britannique; en effet, il est récemment allé jusqu'à défendre ce dernier contre les critiques du premier, car il considère manifestement n'importe quel bâton comme assez bon pour battre Willkie. »

— Isaïah Berlin
En novembre 1944, Nye est battu aux élections par le gouverneur John Moses, un démocrate. Il rejoint alors le monde des affaires, notamment dans le secteur des services aux entreprises (Records Engineering, Inc., à Washington, D.C.) puis dans  l'immobilier pour les retraités.
Nye était un franc-maçon et membre de l'église luthérienne à Washington. Il a eu six enfants de deux mariages successifs ; il décède en 1971, à l'âge de 78 ans.